# Monastère Geden Sheddup de Choikorling
Le monastère Geden Sheddup de Choikorling est un monastère du bouddhisme tibétain situé à Elista, en Kalmoukie, Russie. Il a été ouvert le 5 octobre 1996 en présence de plus de 30 000 personnes et est le premier monastère bouddhiste tibétain à être construit dans la région depuis qu'elle est devenue oblast autonome en 1920. Le monastère est également le premier lieu de culte bouddhiste de la République de Kalmoukie depuis que Joseph Staline a ordonné la destruction de tous les temples et monastères bouddhistes pendant l'ère de collectivisation et les Grandes Purges dans les années 1930.

## Historique
Geden Sheddup Choikorling est un nom tibétain, traduit par « Une demeure sainte pour la théorie et la pratique de l'école de Gelugpa ». Ce nom a été donné au monastère par le 14e Dalaï-lama Tenzin Gyatso qui a également choisi son emplacement dans les steppes juste à l'extérieur de la capitale de la République, Elista, lors de sa première visite en Kalmoukie en été 1991. Il contient une statue du Bouddha Sakyamuni.
Le monastère est situé juste à l'extérieur de la ville et est entouré par la steppe.